# سرحة
سرحَة أو آءة (الاسم العلمي: Aegiceras)، جنس نباتات بريَّة وزراعيَّة وتزينيَّة تتبع فصيلة القتميات. أنواعه عديدة مختلفة المنابت، منها منقعية وبعضها يكثر في الأودية الظليلة وغيرها يرغب في الرمل، جميعها شجيرات وجنبات دائمة الأوراق المتعاقبة، المعنقة الصغيرة، البيضية أو المستطيلة، ازهرارها سنبلي أو صيواني التميع، ازهارها بيض. ثمارها قرنية محدبة عوجاء الشكل مرة الطعم، أوراقها وحملها تصلح لدباغة.

## الأنواع
- Aegiceras corniculatum
- Aegiceras ferreum
- سرحة
- Aegiceras fragrans
- Aegiceras majus
- Aegiceras malaspinaea
- Aegiceras minus
- Aegiceras nigricans
- Aegiceras obcordatum
- Aegiceras obovatum